# كريم سلمان
كريم سلمان (4 مارس 1965 - 2 ديسمبر 2020 في العراق)، هو لاعب كرة قدم عراقي سابق كان يلعب في مركز الدفاع. شارك مع المنتخب العراقي في الألعاب الأولمبية الصيفية في العاصمة الكورية سيئول عام 1988م و 1993م.

## روابط خارجية
- كريم سلمان على موقع أوليمبيديا (الإنجليزية)